# José María Barenys
José María Barenys (Barcelona, 8 de diciembre de 1832-1953) fue un escritor y religioso español.

## Biografía
Natural de Barcelona. Fue beneficiado de la iglesia parroquial de Santa María del Mar de esa ciudad. En 1880, publicó una segunda edición del folleto titulado La Inquisición fotografiada.